# Hymn Chile
Hymn Chile został przyjęty w roku 1847. Słowa napisał Eusebio Lillo Robles, a muzykę skomponował Ramón Carnicer y Battle.

## Historia
Pierwszy hymn Chile, zaakceptowany przez rząd w roku 1819, był skomponowany przez Manuela Roblesa, a słowa napisał Bernardo de Vera y Pintado. Został wykonany po raz pierwszy 20 sierpnia 1820 roku na przyjęciu z okazji urodzin Bernardo O’Higginsa. W roku 1828 rząd poprosił Ramóna Carnicera o stworzenie nowej muzyki, bazując na tekście de Very. Następnie, w 1847 roku, Eusebio Lillo Robles został wyznaczony do napisania tekstu, który miał zastąpić stare słowa zawierające odniesienia nawołujące do przemocy przeciwko Hiszpanii. Nowy hymn zachował refren poprzedniej pieśni.
Jako oficjalny hymn państwowy używany jest tylko refren i piąta zwrotka. Za czasów Augusto Pinocheta w latach 1973-1990 junta wojskowa nakazała, że jako oficjalna ma być używana także trzecia zwrotka oryginalnego tekstu, odnosząca się do sił zbrojnych Chile, jako druga oficjalna. Po roku 1990 powrócono do stanu sprzed zamachu stanu w 1973 usuwając militarną zwrotkę.

## Oficjalne słowa hymnu
Puro, Chile, es tu cielo azulado,
Puras brisas te cruzan también,
Y tu campo de flores bordado
Es la copia feliz del Edén.
Majestuosa es la blanca montaña
Que te dio por baluarte el Señor,
Y ese mar que tranquilo te baña
Te promete futuro esplendor.
Dulce Patria, recibe los votos
Con que Chile en tus aras juró
Que o la tumba serás de los libres
O el asilo contra la opresión.

## Polskie tłumaczenie
Jakże czyste jest, Chile, twe błękitne niebo,
Tak jak czyste są wiatry które cię przecinają,
A twe ukwiecone łąki
Są szczęśliwą kopią Raju.
Majestatyczne są twe ośnieżone szczyty
Które jako twierdzę dał tobie Pan,
A fale morskie które obmywają twe brzegi
Obiecują ci twój przyszły splendor.
Słodka Ojczyzno, przyjmij przysięgę
Którą Chile składa na twych ołtarzach:
Grobowcem będziesz wolnych
Albo też azylem przeciw uciskowi.

## Pełny tekst autorstwa Eusebio Roblesa
Ha cesado la lucha sangrienta;
Ya es hermano el que ayer invasor;
De tres siglos lavamos la afrenta
Combatiendo en el campo de honor.
El que ayer doblegábase esclavo
Libre al fin y triunfante se ve;
Libertad es la herencia del bravo,
La Victoria se humilla a sus pies.
Dulce Patria, recibe los votos
Con que Chile en tus aras juró
Que o la tumba serás de los libres
O el asilo contra la opresión.
Alza, Chile, sin mancha la frente;
Conquistaste tu nombre en la lid;
Siempre noble, constante y valiente
Te encontraron los hijos del Cid.
Que tus libres tranquilos coronen
A las artes, la industria y la paz,
Y de triunfos cantares entonen
Que amedrenten al déspota audaz.
Dulce Patria, recibe los votos
Con que Chile en tus aras juró
Que o la tumba serás de los libres
O el asilo contra la opresión.
Vuestros nombres, valientes soldados,
Que habéis sido de Chile el sostén,
Nuestros pechos los llevan grabados;
Los sabrán nuestros hijos también.
Sean ellos el grito de muerte
Que lancemos marchando a lidiar,
Y sonando en la boca del fuerte
Hagan siempre al tirano temblar.
Dulce Patria, recibe los votos
Con que Chile en tus aras juró
Que o la tumba serás de los libres
O el asilo contra la opresión.
Si pretende el cañón extranjero
Nuestros pueblos osado invadir;
Desnudemos al punto el acero
Y sepamos vencer o morir.
Con su sangre el altivo araucano
Nos legó por herencia el valor;
Y no tiembla la espada en la mano
Defendiendo de Chile el honor.
Dulce Patria, recibe los votos
Con que Chile en tus aras juró
Que o la tumba serás de los libres
O el asilo contra la opresión.
Puro, Chile, es tu cielo azulado,
Puras brisas te cruzan también,
Y tu campo de flores bordado
Es la copia feliz del Edén.
Majestuosa es la blanca montaña
Que te dio por baluarte el Señor,
Y ese mar que tranquilo te baña
Te promete futuro esplendor.
Dulce Patria, recibe los votos
Con que Chile en tus aras juró
Que o la tumba serás de los libres
O el asilo contra la opresión.
Esas galas, ¡oh, Patria!, esas flores
Que tapizan tu suelo feraz,
No las pisen jamás invasores;
Con tu sombra las cubra la paz.
Nuestros pechos serán tu baluarte,
Con tu nombre sabremos vencer,
O tu noble, glorioso estandarte,
Nos verá combatiendo caer.
Dulce Patria, recibe los votos
Con que Chile en tus aras juró
Que o la tumba serás de los libres
O el asilo contra la opresión.

## Oryginalne słowa autorstwa de Very
Ciudadanos, el amor sagrado
de la Patria os convoca a la lid:
libertad es el eco de alarma;
la divisa: triunfar o morir.
El cadalso o la antigua cadena
os presenta el soberbio español:
arrancad el puñal al tirano,
quebrantad ese cuello feroz.
Dulce Patria, recibe los votos
con que Chile en tus aras juró
que o la tumba serás de los libres
o el asilo contra la opresión.
Habituarnos quisieron tres siglos
del esclavo a la suerte infeliz,
que al sonar de las propias cadenas
más aprende a cantar que a jemir.
Pero el fuerte clamor de la Patria
ese ruido espantoso acalló;
i las voces de la Independencia
penetraron hasta el corazón.
Dulce Patria, recibe los votos
con que Chile en tus aras juró
que o la tumba serás de los libres
o el asilo contra la opresión.
En sus ojos hermosos la Patria
nuevas luces empieza a sentir,
i observando sus altos derechos
se ha incendiado en ardor varonil.
De virtud i justicia rodeada,
a los pueblos del Orbe anunció
que con sangre de Arauco ha firmado
la gran carta de emancipación.
Dulce Patria, recibe los votos
con que Chile en tus aras juró
que o la tumba serás de los libres
o el asilo contra la opresión.
Los tiranos en rabia encendidos
i tocando de cerca su fin,
desplegaron la furia impotente,
que aunque en vano se halaga en destruir.
Ciudadanos, mirad en el campo
el cadáver del vil invasor...;
que perezca ese cruel que en el sepulcro
tan lejano a su cuna buscó.
Dulce Patria, recibe los votos
con que Chile en tus aras juró
que o la tumba serás de los libres
o el asilo contra la opresión.
Esos valles también ved, chilenos,
que el Eterno quiso bendecir,
i en que ríe la naturaleza,
aunque ajada del déspota vil.
Al amigo y al deudo más caro
sirven hoi de sepulcro i de honor:
mas la sangre del héroe es fecunda,
i en cada hombre cuenta un vengador.
Dulce Patria, recibe los votos
con que Chile en tus aras juró
que o la tumba serás de los libres
o el asilo contra la opresión.
Del silencio profundo en que habitan
esos Manes ilustres, oíd
que os reclamen venganza, chilenos,
i en venganza a la guerra acudid.
De Lautaro, Colocolo i Rengo
reanimad el nativo valor,
i empeñad el coraje en las fieras
que la España a estinguirnos mandó.
Dulce Patria, recibe los votos
con que Chile en tus aras juró
que o la tumba serás de los libres
o el asilo contra la opresión.
Esos monstruos que cargan consigo
el carácter infame i servil,
¿cómo pueden jamás compararse
con los Héroes del cinco de Abril?
Ellos sirven al mismo tirano
que su lei i su sangre burló;
por la Patria nosotros peleamos
nuestra vida, libertad i honor.
Dulce Patria, recibe los votos
con que Chile en tus aras juró
que o la tumba serás de los libres
o el asilo contra la opresión.
Por el mar i la tierra amenazan
los secuaces del déspota vil;
pero toda la naturaleza
los espera para combatir:
el Pacífico al Sud i Occidente,
al Oriente los Andes i el Sol,
por el Norte un inmenso desierto,
i el centro libertad i unión.
Dulce Patria, recibe los votos
con que Chile en tus aras juró
que o la tumba serás de los libres
o el asilo contra la opresión.
Ved la insignia con que en Chacabuco
al intruso supisteis rendir,
i el augusto tricolor que en Maipo
en un día de triunfo os dió mil.
Vedle ya señoreando el Océano
i flameando sobre el fiero León:
se estremece a su vista el Ibero
nuestros pechos inflama el valor.
Dulce Patria, recibe los votos
con que Chile en tus aras juró
que o la tumba serás de los libres
o el asilo contra la opresión.
Ciudadanos, la gloria presida
de la Patria el destino feliz,
i podrán las edades futuras
a sus padres así bendecir.
Venturosas mil veces las vidas
con que Chile su dicha afianzó.
Si quedare un tirano, su sangre
de los héroes escriba el blasón.
Dulce Patria, recibe los votos
con que Chile en tus aras juró
que o la tumba serás de los libres
o el asilo contra la opresión.